# Они који ми желе смрт
Они који ми желе смрт (енгл. Those Who Wish Me Dead) је амерички вестерн акционо-трилерски филм из 2021. године редитеља Тејлора Шеридана из сцеанрија Мајкла Коритоја, Чарлса Ливита и Шеридана, базиран на истоимоном роману Коритоје. Улоге играју Анџелина Џоли, Николас Хоулт, Фин Литл, Ејдан Гилен, Медина Сенгор, Тајлер Пери, Џејк Вебер и Џон Бернтал.
Филм Они који ми желе смрт је издат 14. маја 2021. године у Сједињеним Државама, од стране Warner Bros. Pictures-а под банером New Line Cinema-е, у биоскопима и дигитално на HBO Max-у. Филм је издат 6. маја 2021. године у Србији, од стране Blitz-а.

## Радња
Описан као „вестерн који су жене покретале против пожара у дивљини Монтане”, филм се фокусира на младог тинејџера који је сведок убиства свог оца у близини велике националне шуме.
Прогањан од атентатора са намером да га ућутка, ускоро упознаје ветеранку ватрогасца и стручњака за преживљавање дивљине која му нуди склониште у њеном видиковцу. Када атентатори запале шуму како би им прикрили трагове, обоје морају преживети смртоносни пожар који прети да их поједе и надмудрити убице на свом трагу.

## Улоге
| Глумац         | Улога          |
| -------------- | -------------- |
| Анџелина Џоли  | Хана Фабер     |
| Фин Литл       | Конор Кејсерли |
| Николас Хоулт  | Патрик Влеквел |
| Ејдан Гилен    | Џек Блеквел    |
| Џон Бернтал    | Итан Сојер     |
| Медина Сенгоре | Алисон Сојер   |
| Џејк Вебер     | Овен Касерли   |
| Тајлер Пери    | Артур Филип    |
| Џејмс Џордан   | Бен            |
| Тори Китлс     | Рајан          |